# I wojna Brytyjczyków z Sikhami
I wojna Brytyjczyków z Sikhami prowadzona była pomiędzy królestwem Sikhów w Pendżabie i Brytyjską Kompanią Wschodnioindyjską w latach 1845-1846. Jej rezultatem było częściowe ujarzmienie królestwa Sikhów.

## Sytuacja poprzedzająca wojnę
Królestwo Sikhów w Pendżabie graniczyło z terytorium Brytyjskiej Kompanii Wschodnioindyjskiej z dwu stron: od roku 1803 na wschodzie (na południe od Patiala) i na południu od chwili podboju prowincji Sindh przez Kompanię w roku 1843. Kompania Wschodnioindyjska miała kłopoty finansowe i stosowała agresywną politykę ekspansji, próbując uzupełnić swój deficyt bogactwami pokonanych prowincji.
32 tys. wojsko Kompanii było dobrze wyszkolone, a ich oddziały rozmieszczone były blisko granic królestwa sikhijskiego w Pendżabie. Sikhowie poczuli się zagrożeni i zareagowali 11 grudnia 1845 przeprawiając swoją armię przez rzekę Satledź. 13 grudnia Gubernator Generalny Brytyjskiej Kompanii Wschodnioindyjskiej lord Henry Hardinge ogłosił wojnę oraz zaanektował sikhijskie terytorium na lewym brzegu Satledź.

## Przebieg zdarzeń
Jeszcze w grudniu tego samego roku odbyły się dwie bitwy: pod Mudki i pod Fereozshah zakończone dużymi stratami, zwłaszcza po stronie Sikhów (w Fereozshah 8 tys. Sikhiów, 2400 ludzi po stronie Kompanii). Bitwa nie przyniosła jednak żadnego rozstrzygnięcia. Sikhowie ponieśli dalsze porażki pod Aliwal i Sobraon. Stolica Pendżabu Lahaur została zajęta 20 lutego. Traktat pokojowy w Lahaur został podpisany 9 marca 1846.

## Następstwa
Zgodnie z traktatem, królestwo sikhijskie musiało odstąpić swoje terytorium na południe od rzeki Satledź, zapłacić odszkodowania wojenne, zmniejszyć armię, zaakceptować maharadżę wybranego przez Brytyjczyków oraz przyjąć brytyjskich mieszkańców w Lahaur.
Pokój trwał tylko dwa lata, do wybuchu II wojny w roku 1847.